# John W. Weeks
John Wingate Weeks, född 11 april 1860 nära Lancaster, New Hampshire, död 12 juli 1926 i Lancaster, New Hampshire, var en amerikansk republikansk politiker. Han var USA:s krigsminister 1921-1925.
Weeks utexaminerades 1881 från United States Naval Academy och tjänstgjorde i USA:s flotta 1881-1883. Han blev rik inom bankbranschen under 1890-talet. Han var borgmästare i Newton, Massachusetts 1903-1904.
Weeks var ledamot av USA:s representanthus 1905-1913 och ledamot av USA:s senat 1913-1919. Han var en tidig anhängare av Warren G. Harding i presidentvalet i USA 1920. President Harding utnämnde Weeks till USA:s krigsminister och han fortsatte i den befattningen också under Calvin Coolidge. Weeks drabbades 1925 av ett slaganfall och han avgick på grund av hälsoskäl.
Sonen Sinclair Weeks tjänstgjorde som USA:s handelsminister under Dwight D. Eisenhower.